# Greg Ion
Gregory Stewart "Greg" Ion (Vancouver, 12 de março de 1963) é um ex-futebolista profissional canadiano, que atuava como meia.

## Carreira
Greg Ion fez parte do elenco da histórica Seleção Canadense de Futebol da Copa do Mundo de 1986 